# Heeswijk (landgoed)
Landgoed Heeswijk is een natuurgebied van 106 ha tussen van Heeswijk en Middelrode, dat eigendom is van de Stichting Brabants Landschap.
Het gebied ligt in het dal van de Aa, ten noorden van de Zuid-Willemsvaart en vormt een eenheid met Kasteel Heeswijk. Het is een oud loofbos dat doorsneden is door lanen, houtwallen en singels. De eeuwenoude lanen hebben een totale lengte van 5 km en zijn beplant met zomereiken en beuken, soms wel drie rijen dik. Ze zijn ooit als ontginningslanen aangelegd en opgeworpen als dijkjes van de aarde die vrijkwam bij het graven van ontwateringssloten. Dit kwam de bereikbaarheid van het kasteel ten goede.
Op vochtige delen is broekbos te vinden, met moerasvaren en koningsvaren. De kleine bonte specht, goudvink en appelvink broeden er. De Aa werd in de jaren 30 van de 20e eeuw gekanaliseerd, maar tegenwoordig streeft men naar vergroting van het waterbergend vermogen ervan, waarbij tevens de natuur weer ontwikkeld wordt. Hierbij worden oude meanders weer op de hoofdstroom aangesloten en zal de rivier weer beperkt kunnen meanderen, terwijl ook de oevers een natuurlijker karakter krijgen.
Er is een wandeling door het gebied uitgezet die vertrekt vanaf het kasteel.